# 亚洲音乐节
亞洲音樂節（韓語：아시아송 페스티벌）是自2004年起在韩国举办的年度大型音樂會，以活跃亚洲国家之间的文化交流。
其由包括SBS（2010年為KBS）及富士電視台在內的美國、中國大陸、香港、台灣、泰國、馬來西亞、印尼、新加坡、菲律賓、芬蘭、保加利亞、越南等國家及地區約40個電視台直播或轉播。每年秋季在韓國舉行，邀請亞洲多個國家的歌手參與演出。獲邀歌手會分別獲得由韓國文化产业交流财团董事长颁发的“亚洲最佳歌手奖”及文化体育观光部部长頒發的“感谢碑”。

## 歷屆概況及參演名單

### 第一屆
2004年11月26日於韓國首爾市首爾奧林匹克公園體操競技場舉行。
- 韩国：BoA、东方神起
- 香港：黎明
- 台灣：F4
- 中国大陆：孫楠、楊坤
- 日本：濱崎步
- 泰國：Palmy
- 越南：美心

### 第二屆
2005年11月11日於韓國釜山市社稷棒球場舉行。
- 韩国：張娜拉、东方神起、李貞賢
- 中國大陆：崔健、羽泉
- 台灣：蘇有朋
- 香港：陳慧琳
- 日本：后藤真希、相川七瀨
- 越南：美玲
- 泰國：Lanna Commins

### 第三屆
2006年9月22日於韓國光州市光州世界盃競技場舉行。
- 韩国：东方神起、Buzz[2]
- 日本：嵐、倖田來未
- 香港：陳慧琳
- 中國大陆：孫楠
- 泰國：Katreeya English
- 越南：胡瓊香（Hồ Quỳnh Hương）
- 菲律賓：Kitchie Nadal
- 台灣：TANK
- 新加坡：蔡健雅
- 蒙古：Three Girls

### 第四屆
2007年9月22日於韓國首爾市首爾世界盃競技場舉行。
- 韩国：东方神起、Super Junior、李孝利、SG Wannabe
- 日本：倉木麻衣
- 香港：梁詠琪
- 台灣：張惠妹、F4
- 中國大陆：趙薇
- 泰國：Golf & Mike、James Ruengsak
- 印尼：Peterpan
- 越南：藍長
- 菲律賓：Barbie Almalbis

### 第五屆
2008年10月3至4日於韓國首爾市首爾世界盃競技場舉行。
10月3日（預熱舞台）
- 韩国：SHINee、2AM、2PM、Brown Eyed Girls、U-Kiss
- 台灣：林宥嘉
- 日本：Berryz工房
- 新加坡：郭美美
- 蒙古：BX
- 泰國：Peck
- 馬來西亞：林宇中

10月4日（公演舞台）
- 韩国：东方神起、少女時代、申昇勳、SS501、SHINee
- 香港：莫文蔚
- 台灣：飛輪海
- 中國大陆：胡彥斌
- 日本：w-inds、土屋安娜
- 泰國：ICE
- 越南：胡瓊香（Hồ Quỳnh Hương）
- 菲律賓：Rivermaya
- 印尼：Agnes Monica

### 第六屆
2009年9月19日於韓國首爾市首爾世界盃競技場舉行。
- 韩国：BIGBANG、2NE1、少女時代、Super Junior[7]
- 香港：鄭伊健
- 台灣：羅志祥
- 中國大陆：李宇春
- 日本：V6、Gackt、Mihimaru GT
- 泰國：K-Otic
- 越南：胡玉荷
- 印尼：Agnes Monica
- 特別嘉賓：烏克蘭：鲁斯兰娜

### 第七屆
2010年10月23日於韓國首爾市蠶室綜合運動場舉行。
- 韩国：BoA、Rain、Kara、李承哲（朝鲜语：이승철）、2AM、BEAST（亞洲最具影響力藝人）、4minute（亞洲最具影響力藝人）
- 台灣：鄭元暢
- 中國大陆：張靚穎
- 馬來西亞：光良
- 日本：AKB48
- 泰國：素格力·威塞哥

### 第八屆
2011年10月15日於韓國大邱市大邱體育場舉行。
- 韩国：Super Junior、少女时代、李昇基、BEAST、miss A（亞洲新藝人）、U-Kiss（亞洲最具影響力藝人）、G.NA（亞洲最具影響力藝人）
- 台灣：何潤東
- 中國大陆：周笔畅
- 香港：古巨基
- 日本：Perfume、AAA
- 泰國：塔塔楊

### 第九屆
2012年8月4日19:30於韓國麗水市《大韓民國2012年麗水世界博覽會》EXPO流行節－K-Pop特設舞台舉行。
- 韩国：金贤重、Sistar、MBLAQ、Tiger JK、尹未來、TEEN TOP、ZE:A、Ailee、B1A4、Brave Guys（朝鲜语：용감한 녀석들）
- 中国大陆：魏晨
- 台湾：林宥嘉
- 新加坡：范文芳
- 日本：Aqua Timez
- 泰国：Candy Mafia

### 第十屆
2013年10月9日19:00於韓國首爾市蠶室綜合運動場舉行。
- 韩国：2PM、Block B、Crayon Pop、DJ KOO、Dynamic Duo、EXO、Girl's Day、IDIOTAPE（朝鲜语：이디오테잎）、JUNY Showchestra、No Brain（朝鲜语：노브레인）、SHU-I、ZE:A
- 日本：青山黛玛
- 香港：G.E.M.
- 印尼：7icons
- 菲律賓：M.Y.M.P

### 第十一屆
2014年11月2日於韓國釜山亞運會主競技場舉行。
- 韓國：Henry、Red Velvet、TEEN TOP、EXO-K、Girl's Day、Fly to the Sky、Block B
- 中國大陸：周覓
- 台灣：Dream Girls
- 日本：SHOKICHI（放浪兄弟）、DJ HAL
- 印尼：Afgan
- 菲律賓：KYLA

### 第十二屆
2015年10月11日於韓國釜山亞運會主競技場舉行。
- 韩国：BTS、EXO、GOT7、B1A4、Red Velvet
- 菲律賓：Sabrina
- 日本：NGT48
- 香港：陈伟霆

### 第十三屆
2016年10月9日於韓國釜山亞運會主競技場舉行。
- 韓國：Simon D、EXO、MAMAMOO、Basick、SEVENTEEN、TWICE、NCT 127、NCT Dream
- 日本：Rina Suzuki （片平里菜）
- 新加坡：Gentle Bonse
- 越南：Noo Phuoc Thinh
- 中國大陸：李祥祥
- 臺灣：關詩敏

### 第十四屆
2017年9月24日於韓國釜山亞運會主競技場舉行。
- 韓國：Dynamic Duo、太妍（少女時代）、EXO、Mamamoo、The EastLight.
- 日本：中島美嘉
- 印尼：MOCCA
- 印尼：SHAE
- 新加坡：MICappella
- 瑞典：Zara Larsson

### 第十五屆
2018年10月2日至3日於韓國釜山亞運會主競技場舉行。
10月2日（預熱舞台）
- 韩国：MXM、鄭世雲、YDPP、THE BOYZ、NU'EST
- 台灣：C.T.O
- 日本：Sudannayuzuyully

10月3日（公演舞台）
- 韩国：Wanna One、SEVENTEEN、Red Velvet、fromis 9、BewhY、MOMOLAND
- 台灣：羅志祥
- 日本：E-girls
- 泰國：Vũ Cát Tường
- 菲律賓：Morissette Amon

### 第十六屆
2019年10月11日、12日於韓國蔚山體育場舉行。
10月11日
- 韓國：Winner、April、Eric Nam
- 泰國：Jannine Weigel
- 澳洲：Dami Im
- 越南：Vu Cat Tuong
- 菲律賓：BRWN
- 馬來西亞：Alvin Chong

10月12日
- MC：澯熙（SF9）、鉉辰（Stray Kids）、禮志（ITZY）
- 韓國：UV（朝鲜语：UV (음악 그룹)）、宣美、Kei、河成雲、金在奐、N.Flying、ONF、鄭世雲、ITZY、The Boyz、ATEEZ、AB6IX、Dream Catcher、張佑赫
- 泰國：Jannine Weigel
- 澳洲：Dami Im
- 菲律賓：BRWN

### 第十七屆
2020年10月10日 於韓國釜山亞運會主競技場舉行。
- MC：張睿恩（CLC）、道英（NCT）
- 韓國：姜丹尼爾、GFRIEND、THE BOYZ、Red Velvet - IRENE & SEULGI、MOMOLAND、iKON、ATEEZ、YooA、MOONBIN & SANHA、SECRET NUMBER、EVERGLOW、AB6IX、WEi、ONEUS、UNVS、河成雲
- 泰國：MILLI
- 越南：Trong Hieu
- 中國大陸：S.K.Y
- 日本：AKB48
- 印度：When Chai Met Toast
- 緬甸：PROJECT K